# Sint-Quirinuskapel (Mirfeld)

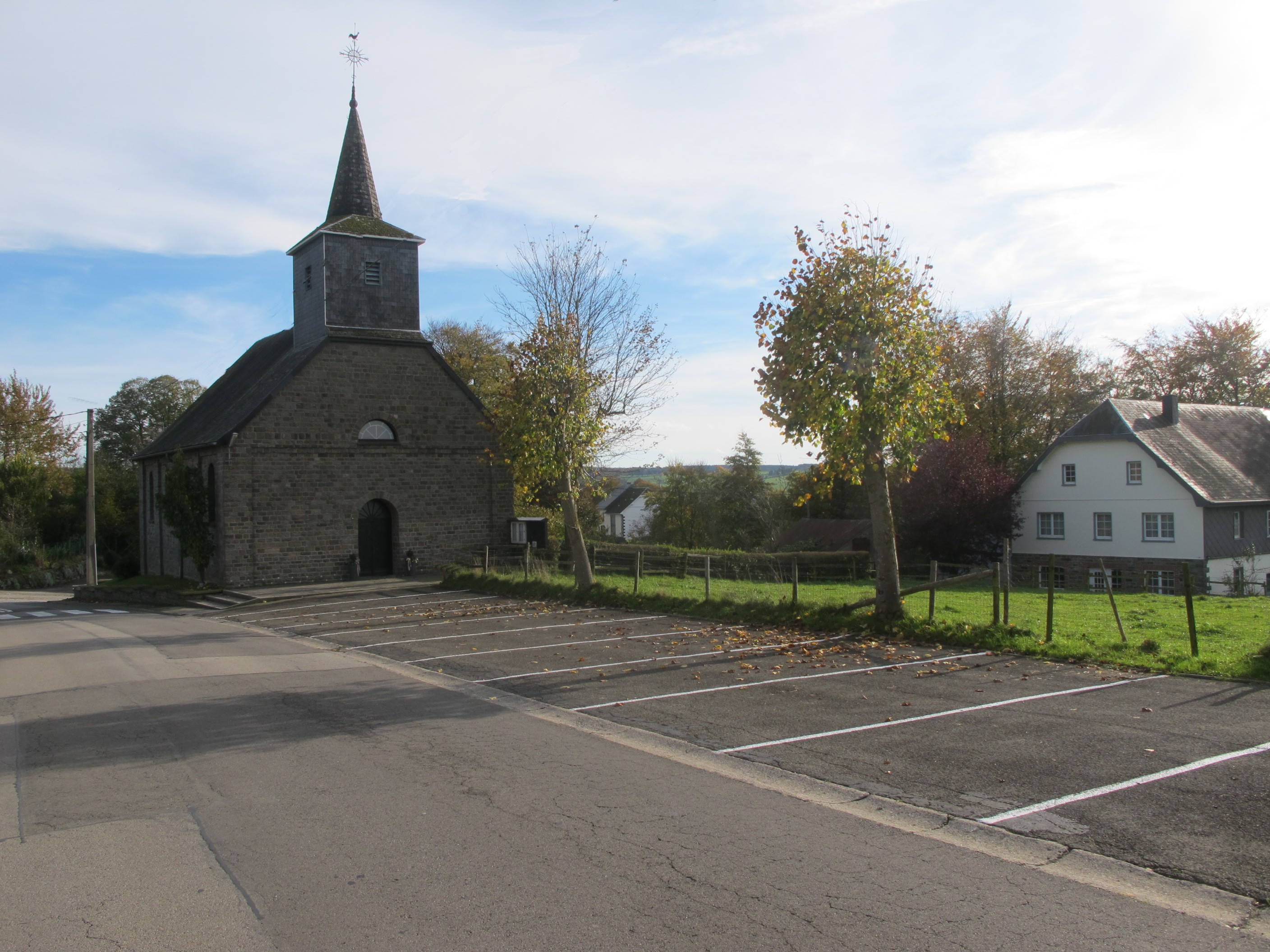
Sint-Quirinuskapel

De Sint-Quirinuskapel (Duits: Kapelle Sankt Quirinus) is een kapel, feitelijk een kerkje, in de tot de gemeente Amel behorende plaats Mirfeld in de Belgische provincie Luik. De kapel is gelegen aan de Quirinusstraße.

## Geschiedenis
De kapel werd gesticht in 1712. In 1901 werd ze vernieuwd en in 1934 werd een nieuwe kapel gebouwd. Deze heeft aan de achterzijde een verlaagd, driezijdig afgesloten, koor.

## Gebouw
Het betreft een eenvoudig zaalkerkje, opgetrokken in natuursteenblokken, met een torentje boven het ingangsportaal.